# يورن رينزينبرينك
يورن رينزينبرينك (بالألمانية: Jörn Renzenbrink) مواليد 17 يوليو 1972 في هامبورغ، ألمانيا الغربية، هو لاعب كرة مضرب ألماني سابق بدأ مسيرته كمحترف سنة 1991 وكان يلعب باليد اليمنى. أعلى تصنيف له في الفردي كان المركز الـ 70 في سنة 1994. أعلى تصنيف له في الزوجي كان المركز الـ 153 في سنة 1995.

## النهائيات

### الفردي: 1 (0–1)
| الحصيلة | الرقم | السنة | الدورة                       | الأرضية | المنافس في النهائي | النتيجة في النهائي |
| ------- | ----- | ----- | ---------------------------- | ------- | ------------------ | ------------------ |
| الوصافة | 1.    | 1994  | سول المفتوحة, كوريا الجنوبية | صلبة    | جيريمي بايتس       | 4–6, 7–6(8–6), 3–6 |

### الزوجي: 1 (1–0)
| الحصيلة | الرقم | السنة | الدورة                                | الأرضية | الشريك      | المنافس في النهائي     | النتيجة في النهائي |
| ------- | ----- | ----- | ------------------------------------- | ------- | ----------- | ---------------------- | ------------------ |
| الفوز   | 1.    | 1995  | بطولة نيوبورت للتنس, الولايات المتحدة | عشبية   | ماركوس زوكي | بول كيلدري نونو ماركيز | 6–1, 6–2           |

## روابط خارجية
- يورن رينزينبرينك على موقع رابطة محترفي التنس (الإنجليزية)
- يورن رينزينبرينك على موقع الاتحاد الدولي لكرة المضرب (الإنجليزية)
- يورن رينزينبرينك على موقع خلاصة التنس.كوم (الإنجليزية)